# Prosimnia
Prosimnia là một chi ốc biển, là động vật thân mềm chân bụng sống ở biển thuộc họ Ovulidae.

## Các loài
Các loài thuộc chi Prosimnia bao gồm:
- Prosimnia boshuensis Cate, 1973[2]
- Prosimnia draconis Cate, 1973[3]
- Prosimnia korkosi Fehse, 2005[4]
- Prosimnia piriei (Petuch, 1973)[5]
- Prosimnia semperi (Weinkauff, 1881)[6]